# Liwiec
Die Liwiec ist ein 142 km langer linker Nebenfluss des Bug in Polen. Die Liwiec hat zwei Quellen – eine südliche (als Hauptquelle) in der Nähe des Dorfes Sobicze und eine nördliche im Dorf Zawady. Die Höhe der Hauptquelle beträgt 161 m, die Mündungshöhe beträgt 84 m über dem Meeresspiegel. Die durchschnittliche Durchflussmenge in Łochów beträgt 10,5 m³/s.
Die Liwiec fließt durch diese Orte: Chodów, Mokobody (Powiat Siedlecki), Liw, Węgrów, Starawieś, Zawiszyn und Urle. Sie mündet bei Kamieńczyk (4 km von der Stadt Wyszków entfernt) in den Bug.
Am Ufer der Liwiec liegt die im gotischen Stil ab 1421 erbaute Burg Liw.